# 186. strelska divizija (ZSSR)
186. strelska divizija (izvirno rusko . стрелковая дивизия; kratica . SD) je bila strelska divizija Rdeče armade v času druge svetovne vojne.

## Zgodovina
Divizija je bila ustanovljena septembra 1941 in bila 26. junija 1943 preimenovana v 205. strelsko divizijo.